# Gießen (huyện)
Gießen (phát âm tiếng Đức: [ˈɡiːsən]) là một huyện (Kreis) thuộc bang Hessen, Đức. Giáp ranh giới với các huyện Marburg-Biedenkopf, Vogelsbergkreis, Wetteraukreis, Lahn-Dill

## Xã và đô thị

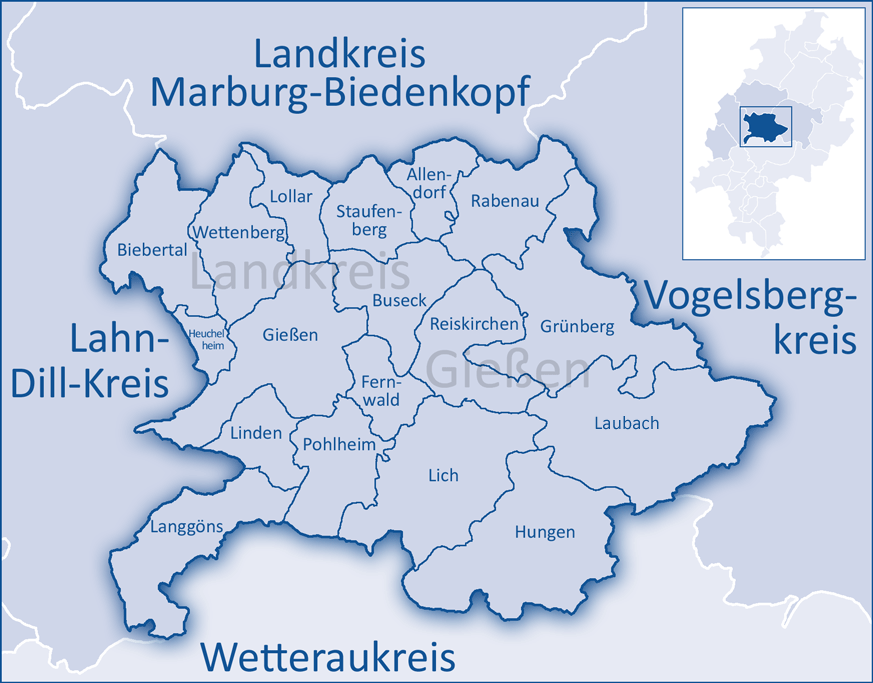

| Thị trấn | Công xã                                                                                               |
| --- | --- |
| 1. Allendorf 2. Giessen 3. Grünberg 4. Hungen 5. Laubach 6. Lich 7. Linden 8. Lollar 9. Pohlheim 10. Staufenberg | 1. Biebertal 2. Buseck 3. Fernwald 4. Heuchelheim 5. Langgöns 6. Rabenau 7. Reiskirchen 8. Wettenberg |